# Роберти, Джованни
Джова́нни Робе́рти (итал. Giovanni Roberti; 3 февраля 1909, Неаполь — 18 января 2010, Неаполь) — итальянский политик и профсоюзный деятель. Один из основателей неофашистской партии Итальянское социальное движение (ИСД) и профобъединения CISNAL. Представитель умеренно-консервативного направления в неофашизме. Депутат парламента Италии в 1948—1979 годах. Профессор трудового права.

## Умеренный неофашист
Состоял в фашистской партии Бенито Муссолини, занимался вопросами корпоративизма и синдикализма. Участвовал во Второй мировой войне. Был взят в плен английскими войсками, передан американцам, до 1946 года находился в центре интернирования Херефорд (США, штат Техас).
Вернувшись в Италию, Роберти примкнул к ИСД. Преподавал в трудовое право в Неаполитанском университете имени Фридриха II. Принял участие в создании неофашистского профсоюза CISNAL, в 1964—1977 годах был его генеральным секретарём. В ИСД занимал умеренные позиции, примыкал к группе Эрнесто де Марцио, оппонировал неофашистскому радикализму Пино Раути. В сфере профсоюзной деятельности Роберти настаивал на классовом сотрудничестве и исключительно законных методах отстаивания социальных прав. В этом смысле он являлся антиподом радикального популиста Чиччо Франко.
Более 30 лет Роберти являлся депутатом итальянского парламента от Неаполя. Специализировался на социальном и промышленном законодательстве, автор ряда профильных законопректов.

## Национальный демократ
Внутренние разногласия в ИСД привели к расколу партии. В декабре 1976 года Роберти присоединился к национал-демократической парламентской группе. 20 января 1977 года сторонники де Марцио, в том числе Роберти, учредили правоконсервативную партию «Национальная демократия». Роберти вышел из ИСД и сложил руководящие полномочия в CISNAL. Национал-демократы фактически отмежевались от идеологии фашизма, ориентируясь на союз с правым крылом христианской демократии. Однако ХДП не принимала поддержку бывших неофашистов. «Национальная демократия» не нашла своего электората, потерпела поражение на выборах 1979 года и прекратила существование. После этого 70-летний Роберти отошёл от активной политики.

## Роль в итальянском профдвижении
Хотя партийный проект «Национальной демократии» не получил развития, предпринятая в середине 1970-х годов попытка трансформации неофашизма в национал-консерватизм имела важное значение. 20 лет спустя она была более успешно повторена при создании Национального альянса. Взгляды Джованни Роберти во многом отразились в социальной доктрине нынешних итальянских консерваторов. Высоко оценивается и практическая роль Роберти в итальянском профсоюзном движении:

Если сегодня Всеобщий союз труда способен представлять работников во всех самых сложных конфликтах, то это благодаря такому человеку, как Джованни Роберти, который основал и возглавлял профсоюз в трудные послевоенные годы.

Винченцо Фемиано, секретарь UGL

Скончался Джованни Роберти незадолго до своего 101 дня рождения.